# Jerčić
Jerčić je hrvatsko prezime, većim dijelom iz okolice Omiša. U prošlom stoljeću relativno najviše hrvatskih stanovnika s ovim prezimenom rođeno je u Gradu Splitu i u okolici Omiša. U Podgrađu u Gradu Omišu svaki treći stanovnik prezivao se Jerčić. 
Prezime je nastalo od hipokoristika Jerko osobnog imena Jeronim (latinski Hieronimus, grčki Hieronimos; grčki hieros = svet + onoma = ime, dakle onaj koji ima sveto ime). Proširilo se Dalmacijom, jer je nebeski zaštitnik te pokrajine Sveti Jeronim, jedan od četvorice velikih latinskih crkvenih otaca; rođen je u rimskoj Dalmaciji oko 347. godine, a umro je 420. godine; s hebrejskih, grčkih i aramejskih izvornika preveo je na latinski jezik Bibliju; prema legendi izvadio je lavu trn iz šape pa mu je postao vjernim pratiteljem; Svetom se Jeronimu pripisuje i izreka: ”Oprosti mi, Bože, što sam Dalmatinac.”
Prisutni su u deset hrvatskih županija, u 17 gradova i 27 manjih naselja, najviše u Splitu (150), Podgrađu (100), Kaštel Sućurcu (55), Omišu (55), te u Pražnici na otoku Braču (45). Danas u Hrvatskoj živi više od sedam stotina ljudi zvanih Jerčić.  Sredinom prošlog stoljeća bilo ih je približno 420, pa se njihov broj povećao za 50 posto.